# Saint-Martin-de-Fraigneau

Saint-Martin-de-Fraigneau este o comună în departamentul Vendée, Franța. În 2009 avea o populație de 852 de locuitori.